# Temnosternus mosaicus
Temnosternus mosaicus es una especie de escarabajo longicornio del género Temnosternus, tribu Tmesisternini, orden Coleoptera. Fue descrita científicamente por Ślipiński y Escalona en 2013.
El período de vuelo ocurre durante el mes de diciembre.

## Descripción
Mide 10 milímetros de longitud.

## Distribución
Se distribuye por Australia.